# Heart of Midlothian Football Club 2022-2023
Questa voce raccoglie le informazioni riguardanti l'Heart of Midlothian Football Club nelle competizioni ufficiali della stagione 2022-2023.

## Stagione
La stagione 2022-2023 vede la 120ª partecipazione alla Scottish Premiership per gli Hearts, che confermano alla guida della squadra il tecnico Robbie Neilson. La squadra di Edimburgo, dopo aver concluso il campionato precedente in terza posizione si qualifica agli spareggi di Europa League. Il 30 luglio il club esordisce in competizioni ufficiali affrontando il Ross County in campionato e vincendo 2-1. Il 25 agosto, in virtù della sconfitta complessiva per 3-1 contro gli svizzeri dello Zurigo, gli Hearts vengono estromessi ai play-off di Europa League.
Il 26 agosto a Istanbul ha luogo il sorteggio dei gironi di Conference League che vede impegnati i Jambos nel gruppo A con i turchi dell'İstanbul Başakşehir, gli italiani della Fiorentina e i campioni lettoni dell'RFS Riga. Il 31 agosto la squadra viene eliminata dalla Coppa di Lega all'esordio contro il Kilmarnock. Il 15 settembre gli Hearts ottengono la prima vittoria in Europa, espugnando 2-0 lo stadio del Riga. Il 27 ottobre, nonostante la vittoria casalinga per 2-1 sul Riga, il club scozzese viene eliminato dalla UEFA Conference League con un turno d'anticipo.
Il 22 gennaio gli Hearts superano il quarto turno di Scottish Cup eliminando i concittadini dell'Hibernian per tre reti a zero. Il 10 febbraio, grazie alla vittoria esterna per 2-0 sull'Hamilton Academical, gli uomini di Neilson passano il quinto turno di coppa nazionale. Nell'occasione l'esodo dei 3 327 tifosi Jambos ha fatto registrare il più alto numero di ospiti nello stadio New Douglas Park. L'11 marzo si conclude ai quarti di finale il cammino degli Hearts in Coppa di Scozia, in virtù della sconfitta interna per 3-0 rimediata contro il Celtic.
Il 9 aprile, dopo una serie negativa di cinque sconfitte consecutive, viene esonerato il tecnico Robbie Nielson. Il 10 aprile viene annunciato che Steven Naismith, ex capitano dell'Heart of Midlothian, sarà allenatore ad interim fino a fine stagione. Il 22 aprile si conclude la prima fase del campionato scozzese con gli Hearts che rifilano un tennistico 6-1 al Ross County e si qualificano alla poule scudetto. La stagione degli Hearts si chiude il 27 maggio con il pareggio interno contro l'Hibernian che vale la qualificazione alla UEFA Europa Conference League 2023-2024.

## Maglie e sponsor
Lo sponsor ufficiale è l'associazione no profit MND Scotland, mentre quello tecnico è Umbro. Lo sponsor sulla maglia da trasferta è Stellar Omada.
| Casa | Trasferta | Terza divisa |

## Rosa
La rosa e la numerazione sono tratte dal sito ufficiale.

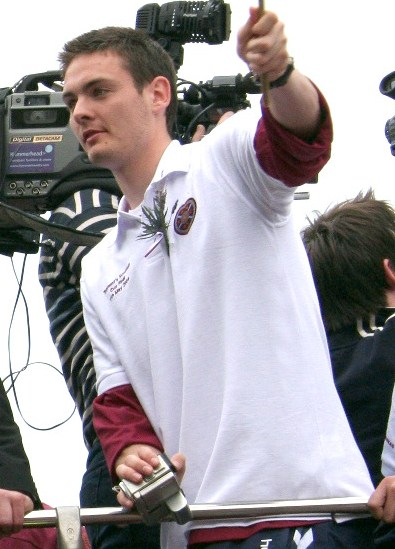
Craig Gordon, è il capitano degli Hearts

| N. |                             | Ruolo | Calciatore                   |
| -- | --------------------------- | ----- | ---------------------------- |
| 1  | Scozia (bandiera)           | P     | Craig Gordon (capitano)      |
| 2  | Irlanda del Nord (bandiera) | D     | Michael Smith                |
| 3  | Scozia (bandiera)           | D     | Stephen Kingsley             |
| 4  | Scozia (bandiera)           | D     | Craig Halkett                |
| 5  | Austria (bandiera)          | C     | Peter Haring (vice capitano) |
| 6  | RD del Congo (bandiera)     | C     | Beni Baningime               |
| 7  | Inghilterra (bandiera)      | C     | Jorge Grant                  |
| 8  | Germania (bandiera)         | C     | Orestis Kiomourtzoglou       |
| 9  | Scozia (bandiera)           | A     | Lawrence Shankland           |
| 10 | Irlanda del Nord (bandiera) | A     | Liam Boyce                   |
| 11 | Scozia (bandiera)           | A     | Gary Mackay-Steven           |
| 12 | Australia (bandiera)        | D     | Nathaniel Atkinson           |
| 13 | Scozia (bandiera)           | P     | Ross Stewart                 |
| 14 | Australia (bandiera)        | C     | Cameron Devlin               |
| 15 | Australia (bandiera)        | D     | Kye Rowles                   |
| 16 | Scozia (bandiera)           | C     | Andy Halliday                |

| N. |                        | Ruolo | Calciatore       |
| -- | ---------------------- | ----- | ---------------- |
| 17 | Scozia (bandiera)      | C     | Alan Forrest     |
| 18 | Scozia (bandiera)      | A     | Barrie McKay     |
| 19 | Inghilterra (bandiera) | D     | Alex Cochrane    |
| 20 | Scozia (bandiera)      | D     | Lewis Neilson    |
| 21 | Inghilterra (bandiera) | D     | Toby Sibbick     |
| 22 | Scozia (bandiera)      | A     | Euan Henderson   |
| 25 | Scozia (bandiera)      | D     | Cammy Logan      |
| 27 | Scozia (bandiera)      | A     | Connor Smith     |
| 28 | Scozia (bandiera)      | P     | Zander Clark     |
| 29 | Inghilterra (bandiera) | A     | Stephen Humphrys |
| 30 | Inghilterra (bandiera) | A     | Josh Ginnelly    |
| 39 | Scozia (bandiera)      | C     | Finlay Pollock   |
| 61 | Australia (bandiera)   | A     | Garang Kuol      |
| 72 | Inghilterra (bandiera) | D     | James Hill       |
| 77 | Scozia (bandiera)      | C     | Robert Snodgrass |
| 88 | Giappone (bandiera)    | A     | Yūtarō Oda       |

## Calciomercato

### Sessione estiva
| Acquisti         | Acquisti               | Acquisti         | Acquisti                    |
| R.               | Nome                   | da               | Modalità                    |
| ---------------- | ---------------------- | ---------------- | --------------------------- |
| P                | Zander Clark           | St. Johnstone    | gratuito                    |
| D                | Alex Cochrane          | Brighton         | ?                           |
| D                | Lewis Neilson          | Dundee Utd       | gratuito                    |
| D                | Kye Rowles             | C.C. Mariners    | ?                           |
| C                | Alan Forrest           | Livingston       | gratuito                    |
| C                | Jorge Grant            | Peterborough Utd | gratuito                    |
| C                | Orestis Kiomourtzoglou | Heracles Almelo  | definitivo (0,4 milioni €)  |
| C                | Robert Snodgrass       |                  | svincolato                  |
| A                | Stephen Humphrys       | Wigan            | prestito                    |
| A                | Lawrence Shankland     | Beerschot VA     | definitivo (0,47 milioni €) |
| Altre operazioni |                        |                  |                             |
| R.               | Nome                   | da               | Modalità                    |
| C                | Loïc Damour            | Le Mans          | fine prestito               |
| A                | Euan Henderson         | Alloa Athletic   | fine prestito               |

| Cessioni         | Cessioni          | Cessioni     | Cessioni      |
| R.               | Nome              | a            | Modalità      |
| ---------------- | ----------------- | ------------ | ------------- |
| D                | Taylor Moore      | Bristol City | fine prestito |
| D                | John Souttar      | Rangers      | gratuito      |
| C                | Aaron McEneff     | Perth Glory  | ?             |
| A                | Ellis Simms       | Everton      | fine prestito |
| A                | Benjamin Woodburn | Liverpool    | fine prestito |
| Altre operazioni |                   |              |               |
| R.               | Nome              | a            | Modalità      |
| D                | Jamie Brandon     | Livingston   | gratuito      |
| D                | Alex Cochrane     | Brighton     | fine prestito |
| D                | Mihai Popescu     |              | svincolato    |
| C                | Loïc Damour       | Versailles   | ?             |
| A                | Jamie Walker      | Bradford PA  | gratuito      |

### Sessione invernale
| Acquisti         | Acquisti     | Acquisti      | Acquisti      |
| R.               | Nome         | da            | Modalità      |
| ---------------- | ------------ | ------------- | ------------- |
| D                | James Hill   | Bournemouth   | prestito      |
| A                | Garang Kuol  | Newcastle Utd | prestito      |
| A                | Yūtarō Oda   | Vissel Kōbe   | definitivo    |
| Altre operazioni |              |               |               |
| R.               | Nome         | da            | Modalità      |
| C                | Scott McGill | Kelty Hearts  | fine prestito |

| Cessioni         | Cessioni       | Cessioni            | Cessioni |
| R.               | Nome           | a                   | Modalità |
| ---------------- | -------------- | ------------------- | -------- |
| C                | Connor Smith   | Hamilton Academical | prestito |
| A                | Euan Henderson | Queen's Park        | prestito |
| Altre operazioni |                |                     |          |
| R.               | Nome           | a                   | Modalità |
| C                | Scott McGill   | Raith Rovers        | prestito |

## Risultati

### Scottish Premiership

#### Prima fase
| Arbitro: | Dickinson |

|                       |           |           |
| Forrest 59’ McKay 77’ | Marcatori | 79’ White |

| Arbitro: | Beaton |

|             |           |               |
| Boyle 90+5’ | Marcatori | 22’ Shankland |

| Arbitro: | Steven |

|                                                 |           |              |
| Shankland 1’ McKay 48’ Grant 62’ Ginnelly 90+5’ | Marcatori | 71’ Fletcher |

| Arbitro: | Clancy |

|                             |           |  |
| Kyogo 13’ Giakoumakīs 90+4’ | Marcatori |  |

| Arbitro: | Beaton |

|                                           |           |                        |
| Rowles 25’ Boyce 31’ Shankland 81’ (rig.) | Marcatori | 6’ Carey 54’ Considine |

| Arbitro: | Collum |

|             |           |  |
| Montaño 28’ | Marcatori |  |

| Arbitro: | Munro |

|           |           |  |
| McKay 29’ | Marcatori |  |

| Arbitro: | Walsh |

|  |           |                                |
|  | Marcatori | 17’ Shankland 50’, 90’ Forrest |

| Arbitro: | McLean |

|  |           |                                      |
|  | Marcatori | 6’, 30’ Čolak 76’ Morelos 90+1’ Kent |

| Arbitro: | McDermid |

|                         |           |                             |
| Stokes 47’ Lafferty 59’ | Marcatori | 62’ Humphrys 90+4’ Atkinson |

| Arbitro: | Robertson |

|                      |           |  |
| Duk 74’ Besuijen 79’ | Marcatori |  |

| Arbitro: | Walsh |

|                                         |           |                                                    |
| Shankland 45+2’ (rig.), 47’, 63’ (rig.) | Marcatori | 14’ J. Forrest 7’ Giakoumakīs 59’ Maeda 76’ Taylor |

| Arbitro: | Dickinson |

|           |           |                            |
| White 11’ | Marcatori | 15’ Shankland 20’ Halliday |

| Arbitro: | Clancy |

|                                        |           |                              |
| Halliday 45’, 47’ Shankland 89’ (rig.) | Marcatori | 61’ (rig.) Moult 79’ Spittal |

| Arbitro: | Beaton |

|             |           |  |
| Tillman 66’ | Marcatori |  |

| Arbitro: | Napier |

|                |           |           |
| Ginnelly 90+7’ | Marcatori | 55’ Kelly |

| Arbitro: | Collum |

|                                        |           |            |
| Ginnelly 19’ Shankland 29’, 89’ (rig.) | Marcatori | 73’ Taylor |

| Arbitro: | Steven |

|                         |           |                                     |
| Fletcher 20’ Levitt 47’ | Marcatori | 41’ M. Smith 90+4’ (rig.) Shankland |

| Arbitro: | Collum |

|                           |           |                                            |
| May 59’ (rig.) Murphy 79’ | Marcatori | 14’ (rig.) Shankland 33’ Forrest 64’ McKay |

| Arbitro: | Clancy |

|                                         |           |  |
| Shankland 8’, 38’ (rig.) Humphrys 90+4’ | Marcatori |  |

| Arbitro: | Graham |

|           |           |               |
| Strain 4’ | Marcatori | 49’ Snodgrass |

| Arbitro: | Collum |

|                                                                                |           |  |
| Shinnie 15’ (aut.) M. Smith 28’ Shankland 40’ (rig.) Ginnelly 45+1’ Devlin 61’ | Marcatori |  |

| Livingston 28 gennaio 2023, ore 14:30 UTC+1 23ª giornata | Livingston | 0 – 0 referto | Hearts | Stadio Tony Macaroni (6 393 spett.)\| Arbitro: \| Muir \| |
| Arbitro:                                                 | Muir       |               |        |                                                           |

| Arbitro: | Beaton |

|  |           |                             |
|  | Marcatori | 9’, 68’ Morelos 34’ Tillman |

| Arbitro: | Walsh |

|                                           |           |             |
| Shankland 71’ Cochrane 77’ Humphrys 90+8’ | Marcatori | 9’ Fletcher |

| Arbitro: | Robertson |

|                       |           |  |
| Obika 40’ Spittal 46’ | Marcatori |  |

| Arbitro: | Muir |

|                                      |           |             |
| Maeda 25’ Kyogo 60’ Hakšabanović 84’ | Marcatori | 6’ Ginnelly |

| Arbitro: | McLean |

|                             |           |  |
| Ginnelly 21’, 63’ Grant 73’ | Marcatori |  |

| Arbitro: | Dickinson |

|                         |           |  |
| Duk 5’, 21’ Pollock 28’ | Marcatori |  |

| Arbitro: | Anderson |

|                                 |           |              |
| Armstrong 22’ (rig.) Doidge 45’ | Marcatori | 7’ Shankland |

| Arbitro: | McDermid |

|  |           |                    |
|  | Marcatori | 52’ Main 57’ Gogić |

| Arbitro: | Beaton |

|            |           |  |
| Nisbet 67’ | Marcatori |  |

| Arbitro: | Robertson |

|                                                                 |           |                  |
| Cochrane 17’ Ginnelly 22’, 57’ Shankland 28’, 45+7’ (rig.), 58’ | Marcatori | 85’ (rig.) Owura |

#### Poule scudetto
| Arbitro: | Walsh |

|  |           |                      |
|  | Marcatori | 67’ Furuhashi 80’ Oh |

| Arbitro: | Dickinson |

|                              |           |                                     |
| Shaughnessy 36’ Strain 45+4’ | Marcatori | 73’ Ginnelly 90+6’ (rig.) Shankland |

| Arbitro: | Clancy |

|                            |           |             |
| Ginnelly 43’ Shankland 56’ | Marcatori | 31’ Pollock |

| Arbitro: | Beaton |

|                           |           |                         |
| Cantwell 45+4’ Sakala 47’ | Marcatori | 1’ Shankland 90+4’ Kuol |

| Arbitro: | Robertson |

|        |           |            |
| Oda 8’ | Marcatori | 31’ Nisbet |

### Scottish League Cup

#### Fase a eliminazione diretta
| Arbitro: | Robertson |

|  |           |             |
|  | Marcatori | 21’ Cameron |

### Scottish Cup
| Arbitro: | Robertson |

|  |           |                                          |
|  | Marcatori | 10’ Ginnelly 72’ Shankland 90+6’ Sibbick |

| Arbitro: | Clancy |

|  |           |                         |
|  | Marcatori | 29’ Humphrys 79’ Devlin |

| Arbitro: | Clancy |

|  |           |                                      |
|  | Marcatori | 2’ Mooy 45’ Kyogo 80’ Carter-Vickers |

### Europa League

#### Spareggi
| Arbitro: | Frankowski |

|                           |           |                      |
| Guerrero 32’ Džemaili 34’ | Marcatori | 22’ (rig.) Shankland |

| Arbitro: | Visser |

|  |           |            |
|  | Marcatori | 80’ Rohner |

### Conference League

#### Fase a gironi
| Arbitro: | Jakubik |

|  |           |                                                   |
|  | Marcatori | 26’ Kaldırım 67’ Ndayishimiye 75’ Okaka 82’ Özcan |

| Arbitro: | Stavrev |

|  |           |                                    |
|  | Marcatori | 43’ (rig.) Shankland 90+3’ Forrest |

| Arbitro: | Lambrechts |

|  |           |                                       |
|  | Marcatori | 4’ Mandragora 42’ C. Kouamé 79’ Jović |

| Arbitro: | Bebek |

|                                                         |           |              |
| Jović 6’ Biraghi 22’ González 32’, 79’ (rig.) Barák 38’ | Marcatori | 47’ Humphrys |

| Arbitro: | Van Driessche |

|                           |           |                    |
| Shankland 3’ Halliday 12’ | Marcatori | 39’ Friesenbichler |

| Arbitro: | Kikacheishvili |

|                                      |           |              |
| Ndayishimiye 4’ Gürler 33’ Özcan 64’ | Marcatori | 90’ Atkinson |

## Statistiche

### Statistiche di squadra
| Competizione         | Punti | In casa | In casa | In casa | In casa | In casa | In casa | In trasferta | In trasferta | In trasferta | In trasferta | In trasferta | In trasferta | Totale | Totale | Totale | Totale | Totale | Totale | DR  |
| Competizione         | Punti | G       | V       | N       | P       | Gf      | Gs      | G            | V            | N            | P            | Gf           | Gs           | G      | V      | N      | P      | Gf     | Gs     | DR  |
| -------------------- | ----- | ------- | ------- | ------- | ------- | ------- | ------- | ------------ | ------------ | ------------ | ------------ | ------------ | ------------ | ------ | ------ | ------ | ------ | ------ | ------ | --- |
| Scottish Premiership | 54    | 19      | 12      | 2       | 5       | 43      | 27      | 19           | 3            | 7            | 9            | 20           | 30           | 38     | 15     | 9      | 14     | 63     | 57     | +6  |
| Scottish Cup         | -     | 1       | 0       | 0       | 1       | 0       | 3       | 3            | 2            | 0            | 1            | 5            | 3            | 3      | 2      | 0      | 1      | 5      | 3      | +2  |
| Scottish League Cup  | -     | 1       | 0       | 0       | 1       | 0       | 1       | -            | -            | -            | -            | -            | -            | 1      | 0      | 0      | 1      | 0      | 1      | -1  |
| Europa League        | -     | 1       | 0       | 0       | 1       | 0       | 1       | 1            | 0            | 0            | 1            | 1            | 2            | 2      | 0      | 0      | 2      | 1      | 3      | -2  |
| Conference League    | 6     | 3       | 1       | 0       | 2       | 2       | 8       | 3            | 1            | 0            | 2            | 4            | 8            | 6      | 2      | 0      | 4      | 6      | 16     | -10 |
| Totale               | -     | 24      | 13      | 2       | 9       | 45      | 37      | 26           | 6            | 7            | 13           | 30           | 43           | 50     | 19     | 9      | 21     | 75     | 80     | -5  |

### Andamento in campionato
| Giornata  | 1 | 2 | 3 | 4 | 5 | 6 | 7 | 8 | 9 | 10 | 11 | 12 | 13 | 14 | 15 | 16 | 17 | 18 | 19 | 20 | 21 | 22 | 23 | 24 | 25 | 26 | 27 | 28 | 29 | 30 | 31 | 32 | 33 | 34 | 35 | 36 | 37 | 38 |
| --------- | - | - | - | - | - | - | - | - | - | -- | -- | -- | -- | -- | -- | -- | -- | -- | -- | -- | -- | -- | -- | -- | -- | -- | -- | -- | -- | -- | -- | -- | -- | -- | -- | -- | -- | -- |
| Luogo     | C | T | C | T | C | T | C | T | C | T  | T  | C  | T  | C  | T  | C  | C  | T  | T  | C  | T  | C  | T  | C  | C  | T  | T  | C  | T  | T  | C  | T  | C  | C  | T  | C  | T  | C  |
| Risultato | V | N | V | P | V | P | V | V | P | N  | P  | P  | V  | V  | P  | N  | V  | N  | V  | V  | N  | V  | N  | P  | V  | P  | P  | V  | P  | P  | P  | P  | V  | P  | N  | V  | N  | N  |
| Posizione | 2 | 3 | 3 | 4 | 4 | 4 | 4 | 3 | 6 | 5  | 7  | 7  | 6  | 5  | 5  | 5  | 4  | 4  | 3  | 3  | 3  | 3  | 3  | 3  | 3  | 3  | 3  | 3  | 3  | 3  | 4  | 4  | 4  | 4  | 4  | 4  | 4  | 4  |

Legenda:

Luogo: C = Casa; T = Trasferta. Risultato: R = Rinviata; V = Vittoria; N = Pareggio; P = Sconfitta.

### Statistiche dei giocatori
In corsivo i calciatori che hanno lasciato la squadra a stagione in corso.
| Giocatore         | Scottish Premiership | Scottish Premiership | Scottish Premiership | Scottish Premiership | Scottish Cup | Scottish Cup | Scottish Cup | Scottish Cup | League Cup | League Cup | League Cup  | League Cup | Europa League+ Conference League | Europa League+ Conference League | Europa League+ Conference League | Europa League+ Conference League | Totale   | Totale | Totale      | Totale     |
| Giocatore         | Presenze             | Reti                 | Ammonizioni          | Espulsioni           | Presenze     | Reti         | Ammonizioni  | Espulsioni   | Presenze   | Reti       | Ammonizioni | Espulsioni | Presenze                         | Reti                             | Ammonizioni                      | Espulsioni                       | Presenze | Reti   | Ammonizioni | Espulsioni |
| ----------------- | -------------------- | -------------------- | -------------------- | -------------------- | ------------ | ------------ | ------------ | ------------ | ---------- | ---------- | ----------- | ---------- | -------------------------------- | -------------------------------- | -------------------------------- | -------------------------------- | -------- | ------ | ----------- | ---------- |
| N. Atkinson       | 18                   | 1                    | 6                    | 0                    | 3            | 0            | 1            | 0            | 0          | 0          | 0           | 0          | 1+4                              | 0+1                              | 0+2                              | 0+0                              | 26       | 2      | 9           | 0          |
| B. Baningime      | 0                    | 0                    | 0                    | 0                    | 0            | 0            | 0            | 0            | 0          | 0          | 0           | 0          | 0+0                              | 0+0                              | 0+0                              | 0+0                              | 0        | 0      | 0           | 0          |
| L. Boyce          | 5                    | 1                    | 1                    | 0                    | 0            | 0            | 0            | 0            | 0          | 0          | 0           | 0          | 2+0                              | 0+0                              | 0+0                              | 0+0                              | 7        | 1      | 1           | 0          |
| Z. Clark          | 21                   | -27                  | 0                    | 0                    | 3            | -3           | 0            | 0            | -          | -          | -           | -          | -+0                              | -+-0                             | -+0                              | -+0                              | 24       | -30    | 0           | 0          |
| A. Cochrane       | 34                   | 2                    | 3                    | 3                    | 3            | 0            | 1            | 0            | 1          | 0          | 1           | 0          | 2+6                              | 0+0                              | 0+3                              | 0+0                              | 46       | 2      | 8           | 3          |
| C. Devlin         | 30                   | 1                    | 5                    | 1                    | 3            | 1            | 0            | 0            | 1          | 0          | 0           | 0          | 2+5                              | 0+0                              | 0+0                              | 0+0                              | 41       | 2      | 5           | 1          |
| A. Forrest        | 34                   | 4                    | 1                    | 0                    | 3            | 0            | 0            | 0            | 1          | 0          | 0           | 0          | 2+6                              | 0+1                              | 0+0                              | 0+0                              | 46       | 5      | 1           | 0          |
| J. Ginnelly       | 30                   | 11                   | 3                    | 1                    | 3            | 1            | 1            | 0            | 1          | 0          | 0           | 0          | 2+5                              | 0+0                              | 0+1                              | 0+0                              | 41       | 12     | 5           | 1          |
| C. Gordon         | 16                   | -26                  | 1                    | 0                    | 0            | -0           | 0            | 0            | 1          | -1         | 0           | 0          | 2+6                              | -3+-16                           | 0+1                              | 0+0                              | 25       | -46    | 2           | 0          |
| J. Grant          | 28                   | 2                    | 3                    | 1                    | 3            | 0            | 0            | 0            | 0          | 0          | 0           | 0          | 2+5                              | 0+0                              | 2+0                              | 1+0                              | 38       | 2      | 5           | 2          |
| C. Halkett        | 6                    | 0                    | 0                    | 0                    | 0            | 0            | 0            | 0            | 0          | 0          | 0           | 0          | 1+1                              | 0+0                              | 0+0                              | 0+0                              | 8        | 0      | 0           | 0          |
| A. Halliday       | 28                   | 3                    | 2                    | 0                    | 1            | 0            | 0            | 0            | 1          | 0          | 0           | 0          | 0+6                              | 0+1                              | 0+1                              | 0+0                              | 36       | 4      | 3           | 0          |
| P. Haring         | 16                   | 0                    | 1                    | 1                    | 0            | 0            | 0            | 0            | 1          | 0          | 0           | 0          | 2+3                              | 0+0                              | 0+2                              | 0+0                              | 22       | 0      | 3           | 1          |
| E. Henderson      | 3                    | 0                    | 0                    | 0                    | 0            | 0            | 0            | 0            | 1          | 0          | 0           | 0          | 0+4                              | 0+0                              | 0+0                              | 0+0                              | 8        | 0      | 0           | 0          |
| J. Hill           | 14                   | 0                    | 3                    | 0                    | 3            | 0            | 1            | 0            | -          | -          | -           | -          | -+-                              | -+-                              | -+-                              | -+-                              | 17       | 0      | 4           | 0          |
| S. Humphrys       | 19                   | 3                    | 2                    | 0                    | 2            | 1            | 0            | 0            | -          | -          | -           | -          | -+4                              | -+1                              | -+0                              | -+0                              | 25       | 5      | 2           | 0          |
| S. Kingsley       | 21                   | 0                    | 4                    | 0                    | 3            | 0            | 0            | 0            | 0          | 0          | 0           | 0          | 2+5                              | 0+0                              | 0+1                              | 0+0                              | 31       | 0      | 5           | 0          |
| O. Kiomourtzoglou | 22                   | 0                    | 5                    | 0                    | 1            | 0            | 1            | 0            | -          | -          | -           | -          | -+3                              | -+0                              | -+1                              | -+0                              | 26       | 0      | 7           | 0          |
| G. Kuol           | 8                    | 1                    | 2                    | 0                    | 1            | 0            | 0            | 0            | -          | -          | -           | -          | -+-                              | -+-                              | -+-                              | -+-                              | 9        | 1      | 2           | 0          |
| C. Logan          | 0                    | 0                    | 0                    | 0                    | 0            | 0            | 0            | 0            | 0          | 0          | 0           | 0          | 0+0                              | 0+0                              | 0+0                              | 0+0                              | 0        | 0      | 0           | 0          |
| B. McKay          | 37                   | 4                    | 1                    | 0                    | 3            | 0            | 1            | 0            | 1          | 0          | 0           | 0          | 2+6                              | 0+0                              | 0+0                              | 0+0                              | 49       | 4      | 2           | 0          |
| G. Mackay-Steven  | 5                    | 0                    | 1                    | 0                    | 0            | 0            | 0            | 0            | 1          | 0          | 0           | 0          | 0+1                              | 0+0                              | 0+0                              | 0+0                              | 7        | 0      | 1           | 0          |
| L. Neilson        | 10                   | 0                    | 0                    | 0                    | 0            | 0            | 0            | 0            | 1          | 0          | 0           | 0          | 0+5                              | 0+0                              | 0+0                              | 0+1                              | 16       | 0      | 0           | 1          |
| Y. Oda            | 11                   | 1                    | 0                    | 0                    | 1            | 0            | 0            | 0            | -          | -          | -           | -          | -+-                              | -+-                              | -+-                              | -+-                              | 12       | 1      | 0           | 0          |
| F. Pollock        | 0                    | 0                    | 0                    | 0                    | 0            | 0            | 0            | 0            | 0          | 0          | 0           | 0          | 0+1                              | 0+0                              | 0+0                              | 0+0                              | 1        | 0      | 0           | 0          |
| K. Rowles         | 29                   | 1                    | 4                    | 1                    | 2            | 0            | 0            | 0            | 0          | 0          | 0           | 0          | 2+0                              | 0+0                              | 1+0                              | 0+0                              | 33       | 1      | 5           | 1          |
| L. Shankland      | 37                   | 24                   | 5                    | 0                    | 1            | 1            | 2            | 1            | 1          | 0          | 0           | 0          | 2+6                              | 1+2                              | 0+2                              | 0+0                              | 47       | 28     | 9           | 1          |
| T. Sibbick        | 32                   | 0                    | 6                    | 1                    | 3            | 1            | 0            | 0            | 1          | 0          | 0           | 0          | 2+3                              | 0+0                              | 1+2                              | 0+0                              | 41       | 1      | 9           | 1          |
| C. Smith          | 7                    | 0                    | 1                    | 0                    | 0            | 0            | 0            | 0            | 1          | 0          | 0           | 0          | 1+4                              | 0+0                              | 0+3                              | 0+0                              | 13       | 0      | 4           | 0          |
| M. Smith          | 28                   | 2                    | 7                    | 0                    | 3            | 0            | 0            | 0            | 1          | 0          | 0           | 0          | 2+5                              | 0+0                              | 1+0                              | 0+0                              | 39       | 2      | 8           | 0          |
| R. Snodgrass      | 23                   | 1                    | 9                    | 1                    | 2            | 0            | 0            | 0            | -          | -          | -           | -          | -+0                              | -+0                              | -+0                              | -+0                              | 25       | 1      | 9           | 1          |
| R. Stewart        | 3                    | -4                   | 0                    | 0                    | 0            | -0           | 0            | 0            | 0          | -0         | 0           | 0          | 0+0                              | -0+-0                            | 0+0                              | 0+0                              | 3        | -4     | 0           | 0          |